# Félix-Sébastien Feuillet de Conches
Félix-Sébastien Feuillet de Conches, né le 4 décembre 1798 à Paris et mort le 5 février 1887 à Paris (8e), est un diplomate, journaliste, écrivain et collectionneur français.
Ayant occupé les postes d'introducteur des ambassadeurs et chef du protocole au ministère des Affaires étrangères, il put constituer des collections originales, fameuses et spécialisées dans les domaines de la peinture anglaise, de la peinture française du XIXe siècle, de l'histoire des civilisations, des arts du Proche-Orient et d’Asie ; des collections que son contemporain Charles Monselet jugeait sans égales dans le monde entier, mais qui comportait des pièces à l'authenticité douteuse.

## Biographie

### Une carrière presque banale
Le 25 juin 1824, Félix Sébastien Feuillet de Conches entre au ministère des Affaires étrangères sur recommandation de Talleyrand. Le 1er avril 1832, il est nommé chef de bureau au service du protocole. À partir de 1835, il s'emploie à réunir des dessins venant d'Égypte, d'Abyssinie, de Perse, d'Inde, de Chine, du Japon. Sa profession favorise ses missions à l'étranger et les relations avec les ambassadeurs, il voyage à Londres, à Dresde, à Munich, à Prague, à Vienne, en Hongrie, en Russie, en Italie.
Entre 1828 et 1840 environ, il collectionne particulièrement les illustrations de Jean de la Fontaine.
En 1850 un procès l'opposa au bibliothécaire en chef de la bibliothèque nationale, qui l'accusait du vol d'une lettre de Michel de Montaigne. Cela donna lieu à deux livres de polémiques et cinq séances du Tribunal de la Seine, au terme desquelles la bonne foi de Feuillet de Conches fut reconnue et l'administrateur général de la bibliothèque, Joseph Naudet, condamné aux dépens.
Le pamphlet : Réponse à une incroyable attaque de la Bibliothèque nationale de Feuillet de Conches s'attira une Réponse de la Bibliothèque nationale qui donne un relevé des manuscrits prêtés à Monsieur de Conches et tente une dernière fois de l'incriminer. Cette polémique rappelle quels déboires les bibliothèques et les savants de l'époque avaient à subir d'érudits peu scrupuleux, comme le comte Guillaume Libri ou d'escrocs comme Lucas Vrain.
Feuillet de Conches finit par rendre la lettre de Montaigne ; la critique actuelle penche aujourd'hui en faveur de l'institution mais selon le mot d'Adolphe Mathurin de Lescure :
«   Pour nous, nous aimerions mieux avoir été vaincu à la façon de M. Feuillet de Conches, qu'avoir triomphé à la façon de M. Naudet. »
Commandeur de la Légion d’honneur (le 2 avril 1856), il est nommé directeur du protocole le 27 décembre 1868.
Le 30 janvier 1874, Feuillet de Conches fait valoir ses droits à la retraite, à soixante-seize ans.
Les 26, 27, 28 et 29 avril 1873, puis le 17 mars 1875, il organise la dispersion de ses collections dès son vivant, notamment lors d’une vente anonyme faite chez Sotheby's (lot 106), dans laquelle furent dispersées les lettres d'Hugues de Salins attestant des derniers instants de François Viète que Feuillet de Conches avait fait connaître quarante ans plus tôt à Louis Monmerqué, Benjamin Fillon et Frédéric Ritter.

### Une vie au service d'une passion
Dès sa jeunesse, Feuillet de Conches est passionné par les collections, et particulièrement celles d'histoire naturelle, de livres, d'estampes et de lettres autographes. Comme Gaignières, il appartient à la catégorie des curieux. Il est donc désireux de voir et de savoir, et d’une grande érudition, il devint rapidement amateur de choses rares et singulières. Le portrait en cire, l’art des jardins, les rébus ou l’histoire des coiffures l'occupent d'abord. Cuvier, dont il fréquenta les soirées l'encourage ; telle est alors sa pensée :
«  Telle figurine, tel scarabée antique, telle poterie sigillée, tel tesson, telle tablette d’apparence vulgaire, qui auraient pu sembler d’une parfaite inutilité, ont fourni des lumières à l’histoire de l’Antiquité en renouant l’anneau d’une chaîne chronologique brisée, comme la science négligée du blason et celle des peintures hiératiques des cathédrales ont percé quelques ténèbres de l’histoire du Moyen Âge... »

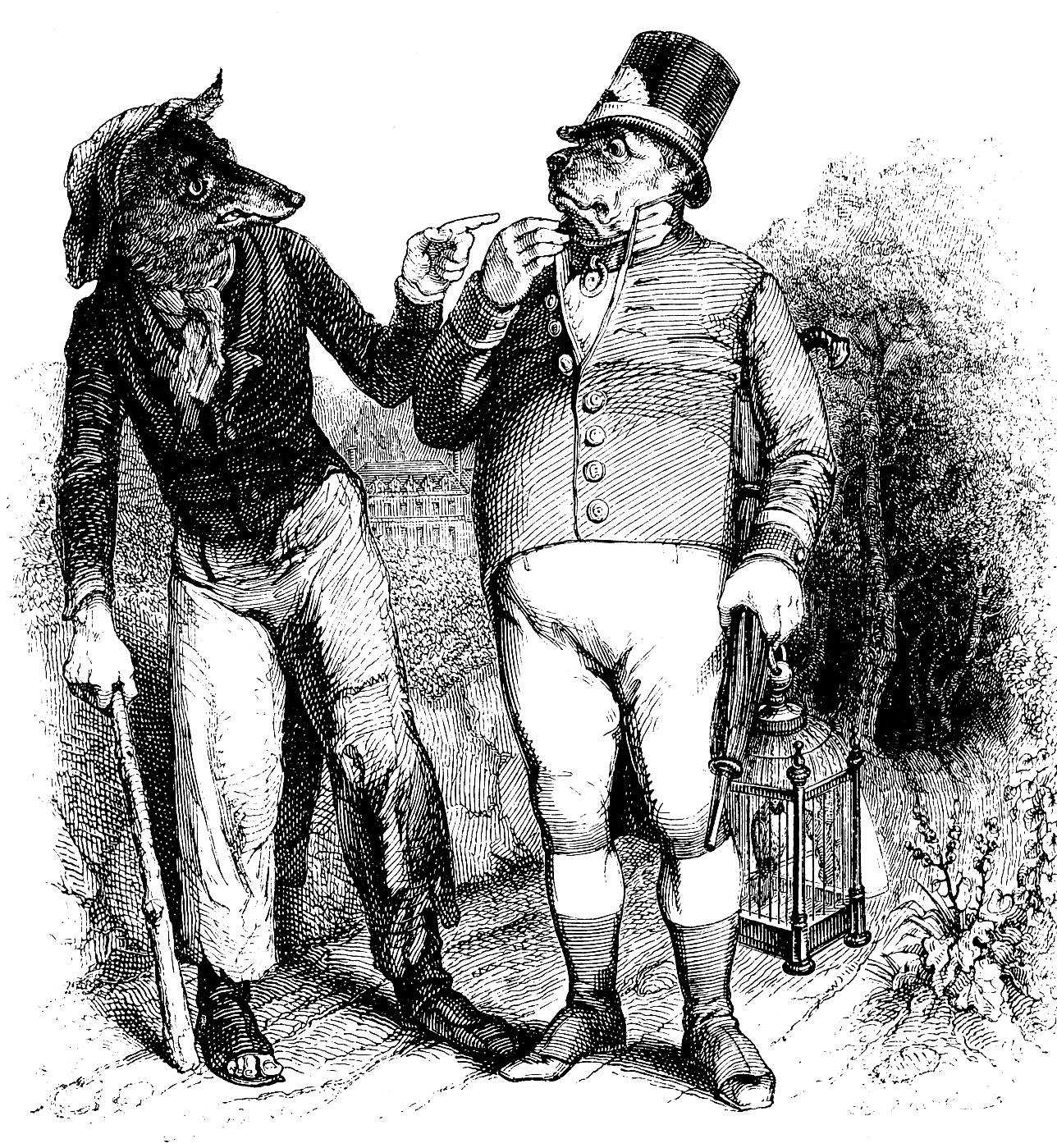
Caricatures de Grandville : Le loup et le chien

Ami d'Armand Baschet et de Jules Barbey d'Aurevilly, admiratif des grands peintres italiens de la Renaissance, de Poussin, d'Honoré Daumier ; détestant la photographie et les caricatures de Philippon et Grandville, c'est un critique d'art averti :
« Ce n’est pas l’excès de jeunesse, la fantaisie et la licence qui tuent l’art ; c’est, au contraire, l’imitation caduque, le pastiche stérile et le système énervant qui sont mortels. »
Il aime la transparence des primitifs, qu'il retrouve dans les peintures orientales :
«   aux antipodes des Carrache, des Michel-Ange de Caravage et de leurs imitateurs qui semblent avoir peint les demi-teintes et les ombres avec de l’encre, ils en sont encore, pour la perspective aérienne, aux procédés des peintures d’Herculanum et de Pompéi, des écoles primitives d’Italie, de Bruges et d’Allemagne. C’est le style du Cimabue et du Giotto, déserté par Masaccio, repris par le Fra Angelico da Fiesole, son contemporain, et, un siècle plus tard, par Holbein lui-même, en quelques-uns de ses portraits .. »
Éclectique, Feuillet de Conches peut apprendre au travers de ses lectures, et laisser à ses lecteurs curieux, aussi bien des indications sur le
jeu dit  Cornichon-va-devant, jeu auquel s'amusait le second Scipion avec son ami Laelius
que sur les mystérieux secrets des cassettes de l'ancien régime.
En cela, il ressemble à un des autres érudits de son temps, Boucher de Perthes

### Jean de La fontaine
Le culte qu'il voue à La Fontaine l'amène à vouloir créer une sorte de musée de tous les peintres et dessinateurs qui ont œuvré sur le fabuliste. Cet ouvrage ne verra jamais le jour, mais son recueil dit collection Feuillet de Conches est à présent le trésor du Musée Jean de La Fontaine. Entré en 1969 dans ce musée, c'est un ensemble unique ; La Fontaine, illustré par les artistes du monde entier, Delacroix, Decamps, Charlet, Horace Vernet et Ingres. mais aussi par des miniatures chinoises, japonaises, indiennes et persanes et enfin : cinquante-neuf peintures réalisées à partir de 1837 par Imam Bakhsh Lahori, peintre de la cour du maharajah de Lahore.

### Des originaux abordables
Le marchand d'autographes Etienne Charavay, chargé par ses héritiers de vendre ce qui restait de sa collection, y découvrit des mémoires manuscrits de 143 pages du duc de Choiseul qu'il acquit des héritiers afin de le publier, ce qu'il fit en 1904 ; le document figura ensuite dans un catalogue non daté de 252 manuscrits, livres et autographes du libraire londonien J. Pearson and Co (arch. pers.), mis à prix 300 livres.
On trouve en vente encore aujourd'hui des très nombreux livres et des objets en ayant fait partie,,.

## Œuvres
- 1846 ; Notice historique sur Léopold Robert ». Paris : Impr. de E. Duverger.
- 1848 : Léopold Robert, sa vie, ses œuvres et sa correspondance. Paris : bureau de la Revue des deux mondes.
- 1851 : Archives de l’art français :
- 1855 : En collaboration avec Armand Baschet, Les femmes blondes selon les peintres de l'école de Venise [lire en ligne].
- 1856 : Peintres européens en Chine et les Peintres Chinois. Paris : Impr. de Dubuisson.
- 1867 : Revue l'amateur d'autographes N° 129 - Il écrit 1er mai 1867 la nécrologie de Jacques Charavay: "c'est une perte pour tous ceux qui s'occupent de documents historiques."
- 1862-1868 : Causeries d’un curieux, variétés d’histoire et d’art tirées d’un cabinet d’autographes et de dessins. Paris : H. Plon, 4 vol.
- 28 mars 1877 : Souvenirs de première jeunesse d’un curieux septuagénaire. Vichy : typographie A. Wallon.
- 15 mai 1882 : Souvenirs d’un curieux octogénaire. Le Puy-en-Velay : typographie de Marchessou.
- 1882 : Histoire de l’école anglaise de peinture, jusques et y compris Sir Thomas Lawrence et ses émules. Paris : Leroux.